# Baojing
Baojing, tidigare romaniserat Paotsing, är ett härad som är beläget i den autonoma prefekturen Xiangxi för tujia- och miao-folken i Hunan-provinsen i södra Kina.